# Jo Bocklandt
Jo Bocklandt (5 september 1951 - 23 september 2015) was een Belgische kunstenaar en reuzenbouwer.
Bocklandt werd geboren in Sint-Niklaas en verhuisde in 1976 naar Hamme-Zogge waar hij tot zijn overlijden zou wonen. Als beeldhouwer maakte hij onder andere het bronzen borstbeeld van de schrijver Filip De Pillecyn dat op de hoek van de Kapellestraat en het Kleinhulst te Hamme staat, maar hij verwierf vooral bekendheid als bouwer van reuzen.
Zijn passie voor het bouwen van reuzen begon naar eigen zeggen op 20-jarige leeftijd toen hij met het lokaal jeugdhuis 't Klokhuis tijdens de jaarlijkse carnavalsstoet de draak wilde steken met de beslissing van Paul Van den Boeynants, de toenmalige minister van Landsverdediging, om F16's te kopen.
Een week voor zijn overlijden liepen er tien reuzen van zijn hand mee in de reuzenstoet te Hamme-Zogge.

## Reuzen
Selectie van reuzen die door Jo Bocklandt gedeeltelijk of geheel werden gebouwd:
- Fiere Margriet (Leuven)
- Judocus de Turfsteker (Verrebroek)[4]
- Keizer Karel I (Steendorp)[5]
- Leon De Champetter (Nieuwkerken-Waas)
- Lodde De Garnalenleurster (Kieldrecht)
- Mercator (Rupelmonde)[6]
- Mie Matsjoefel (Steendorp)[7]
- Regina van Melsele (Melsele)
- André Bogaert (Zele)